# Relationale Soziale Arbeit
Die Relationale Soziale Arbeit ist eine Erweiterung der systemisch-konstruktivistischen Lebensweltorientierung und basiert maßgeblich auf den theoretischen Grundlagen des Relationalen Konstruktivismus. Sie nimmt einerseits Bezug zu den vor allem in den 1990er Jahren geführten Diskussionen über Gegenstand und Funktion der Sozialen Arbeit als Praxis und als Wissenschaft, andererseits zu systemisch-konstruktivistischen Modellen, deren Etablierung ebenfalls vor allem ab den 1990er Jahren erfolgte.

## Verortung
Björn Kraus verweist auf die Konjunktur relationaler Perspektiven in den sozialwissenschaftlichen Diskursen vor allem der letzten beiden Jahrzehnte und auf die Unterschiede in der Verwendung und den theoretischen Hintergründen des Begriffs.

„Relationale Perspektiven sind etwa relevant in der:
- Neurobiologie (Humberto Maturana 1982, S. 141–142)
- Systemtheorie (Niklas Luhmann 1984, S. 41)
- Erkenntnistheorie (Björn Kraus 2017a)
- Erziehungswissenschaft (Walter Herzog 2001)
- Soziologie (Mustafa Emirbayer 1997, Roger Häußling 2010, S. 64)
- Sozialen Arbeit (Bernd Dewe/Hans-Uwe Otto 2012; Früchtel, Straßner & Schwarzloos 2016, Löwenstein 2016; Köngeter 2009; Fabian Kessl 2013; Björn Kraus 2013, 2016)“

„In den aktuellen Debatten der Sozialen Arbeit sind systemische und konstruktivistische Überlegungen etabliert. In diesem Kontext finden sich Positionen, die der Individualisierung jeglicher Verantwortung das Wort zu reden scheinen. Dem soll (…) als ein spezifischer systemisch-konstruktivistischer Ansatz der relationale Konstruktivismus (Kraus 2017) entgegengestellt werden, der die für die Soziale Arbeit notwendige Betrachtung der Subjekte in ihren Umwelten (person in environment) ermöglicht. Dies ist zugleich ein Plädoyer für eine relationale Soziale Arbeit, die weiterhin die Zuständigkeit für die Beachtung und Bearbeitung der Schnittstelle zwischen Individuum und Gesellschaft behält (Kraus 2016d).“

## Theoretische Grundlagen
Für den Relationalen Konstruktivismus als theoretische Grundlage und damit auch für eine darauf aufbauende Relationale Sozialen Arbeit ist entscheidend, „dass der Fokus weder alleine auf dem erkennenden und handelnden Subjekt, noch auf den sozialen und materiellen Strukturen und Umweltbedingungen liegt, sondern gerade auf den Relationen zwischen dem einen und dem anderen. Dieser Fokus soll zwar einer ausschließlichen Beachtung der Umwelt oder des Subjektes entgegenstehen, dabei aber keineswegs den Fokus auf die Relationen selber beschränken und die Relevanz von Subjekten als Konstrukteure und Umwelten als Bezugspunkte subjektiver Konstruktionen ausklammern. Es geht also um die Beachtung von Subjekten, Umwelten und deren Relationen.“
Helmut Lambers stellt diesbezüglich in seiner aktuellen Auflage zu den „Theorien der Sozialen Arbeit“ fest:

„Kraus Interesse an den Koppelungsbeziehungen zwischen kognitiven und sozialen Systemen eröffnet Möglichkeiten für die Entwicklung eines eigenen Kommunikationsmodells. Und hier geht es nicht alleine um die Systeme, vielmehr um das Subjekt in systemischen Kontexten. Für die konstruktivistische Theoriebildung der Sozialen Arbeit ist dies ein Gewinn, da man dem radikalen Konstruktivismus vorhalten kann, dass der dem konstruierenden Subjekt zu viel und dem erkennenden zu wenig zutraut. So gelangt Kraus zu einem relationalen Konstruktivismus, mit dem er aufzeigt, dass der ,Konstruktivismus auch gesellschaftstheoretisch gewendet werden kann' (Ritscher 2007, S. 55).“

Die theoretische Grundlage des Relationalen Konstruktivismus nutzt Björn Kraus zur Bestimmung einer Relationalen Sozialen Arbeit, die eine Weiterführung bzw. Erweiterung der systemisch-konstruktivistischen Lebensweltorientierung ist. Zum Verhältnis einer Relationalen Sozialen Arbeit der Lebensweltorientierung und einer kritischen Sozialen Arbeit haben Björn Kraus und Hans Thiersch aktuell in Freiburg miteinander diskutiert.
Entsprechende Bezüge finden sich auch in dem Beitrag „relational constructivism and relational social work“ in dem 2019 erschienenen englischsprachige internationalen Routledge-Handbuch der „kritischen Sozialen Arbeit“.
In diesem Beitrag geht es „um die Reflexion der Verhältnisse zwischen individuellen und sozialen Bedingungen und der kritischen Frage nach menschenwürdigem Leben und sozialer Gerechtigkeit“. Fachlich geht es aber auch darum, die Grundlagen der Kritik zu hinterfragen. Kraus: „Eine kritische Sozialarbeit sollte sowohl die sozialen Bedingungen und deren Relevanz für die Konstruktion von individuellen Lebenswelten hinterfragen, als auch die Vorstellungen, Wissensbestände und die moralischen Konzepte, die dieser Kritik zugrunde liegen.“

## Systemisch-konstruktivistische Lebensweltorientierung
Die Geschichte der Relationalen Sozialen Arbeit ist eng verbunden mit der sogenannten Lebensweltorientierung. Lebensweltorientierung wurde maßgeblich von Hans Thiersch in die Soziale Arbeit eingeführt und galt spätestens Anfang der 1990er Jahre als eine der etablierten Paradigmen. Die Entwicklung einer Theorie der Relationalen Sozialen Arbeit beginnt in den 1990er-Jahren, indem konstruktivistische und lebensweltorientierte Diskurse kritisiert und verbunden werden. Daraus entwickeln sich eine relational-konstruktivistische Lebenswelt-Lebenslage-Konzeption und die systemisch-konstruktivistischen Lebensweltorientierung, aus denen sich inzwischen die Relationale Soziale Arbeit entwickelt hat.
Im Verlauf dieser Entwicklung kommt es immer wieder zum Austausch zwischen Thierschs Lebensweltorientierung und Kraus Entwurf einer systemisch-konstruktivistischen Lebensweltorientierung und Relationalen Sozialen Arbeit.
Auch wenn der Start die Kritik der Verwendung des Lebensweltbegriffs in den lebensweltorientierten Diskursen der 1990er war, scheinen heute nicht nur die Unterschiede, sondern auch der wechselseitige Nutzen im Blick.

„Bei der Thematisierung von Lebenswelt darf Björn Kraus (2013) nicht unerwähnt bleiben, hat er doch wesentlich zur Theorie der Lebensweltorientierung beigetragen, indem er den von Hans Thiersch (2014) im Bereich der sozialen Arbeit geprägten Begriff aufgenommen und die Lebenswelt ebenso wie Berger und Luckmann (1996) aus konstruktivistischer Perspektive beschrieben hat, was bedeutet, dass die Lebenswelt eine subjektive Wirklichkeitskonstruktion ist. […] ergänzend zum Begriff der Lebenswelt [führt er] den Begriff der Lebenslage ein. Die Lebenslage beinhaltet die Rahmenbedingungen, die Menschen vorfinden, während die Lebenswelt die subjektive Konstruktion unter den Bedingungen der Lebenslage ist“

## Grundlegende Definition Soziale Arbeit
Grundlegend für eine Relationale Soziale Arbeit ist folgende Definition

„Soziale Arbeit leistet einen Betrag zur Gestaltung des Sozialen, der 1. in seinen Zielen an den Kriterien der Menschenrechte und der sozialen Gerechtigkeit orientiert ist, der 2. in seinen Entscheidungen und Handlungen wissenschaftlich begründet und reflektiert wird und der 3. in seiner Zuständigkeit auf die Schnittstelle zwischen Individuum und Gesellschaft fokussiert ist.“

Für die Nutzung relational-konstruktistischer Grundlagen für eine Relationale Soziale Arbeit ist wichtig, dass, ausgehend vom erkennenden Subjekt und dessen Konstruktionsprozessen, der Fokus auf die Relationalen Konstruktionsbedingungen gelegt wird. Wichtig ist, dass es nicht nur um die sozialen, sondern auch um die materiellen Relationen geht – der Begriff Relation steht hier also nicht synonym für den Begriff Sozial oder für Beziehungen im sozialen Sinne.

„Es geht mithin nicht nur um soziale Konstruktionsprozesse, sondern um kognitive Konstruktionsprozesse unter relationalen Bedingungen. Insoweit passt dieser Ansatz sehr gut zur sozialarbeiterischen Fokussierung der Schnittstelle von Individuen und Gesellschaft. Soziale Arbeit soll einen Beitrag zur Gestaltung des Sozialen leisten, der an den Prinzipien der sozialen Gerechtigkeit und der Menschenrechte orientiert ist. Dabei hat Soziale Arbeit gleichermaßen Individuen (Stärkung und Befreiung der Menschen) wie auch gesellschaftliche Verhältnisse (Förderung der sozialen Entwicklung und des sozialen Zusammenhalts) zu berücksichtigen (Vgl. Kraus 2016d: S. 20-21). Insofern  kann sie ihre Perspektive weder auf die Individuen, noch auf deren Umwelt beschränken, sondern muss sowohl die konstruierenden Subjekte, als auch deren relationale Konstruktionsbedingungen in den Blick nehmen.“

## Praktischer Nutzen
Die grundlegenden Perspektiven des Relationalen Konstruktivismus nutzt Kraus sowohl zur Bestimmung der Zuständigkeit als auch der Professionalität einer Relationalen Sozialen Arbeit. Die Perspektive auf Lebenswelt-Lebenslage-Relationen passt zur Zuständigkeit der Sozialen Arbeit für die Schnittstelle zwischen Individuum und Gesellschaft, die Perspektive auf die Relationalen Erkenntnisbedingungen passt zu einem Professionsverständnis, das ähnlich wie das der Reflexiven Sozialpädagogik vor allem die Notwendigkeit von Reflexionskompetenzen betont. Es geht also um die Reflexion von:
- Relationen zwischen Individuen und deren Umwelten
- Relationen zwischen Beobachtern und dem was sie beobachten
- Relationen zwischen Beobachtern und deren Erklärungswissen
- Relationen zwischen Beobachtern und deren Person

Heiko Kleve konstatiert:

„Kraus´ Thesen zur konstruktivistischen Theorie sozialarbeiterischer Intervention sind wegweisend – und zwar deshalb, weil sie zeigen, dass Soziale Arbeit zwar nicht als direkt eingreifende soziale Praxis verstanden werden kann, die daher auch nicht in der Lage ist, Körper, Psychen oder Sozialsysteme in ihrer Funktionsweise zu determinieren, dass Soziale Arbeit aber dennoch das Potenzial hat, über die Beeinflussung und Gestaltung der Lebenslagen ihrer Adressaten deren lebensweltliche Handlungsmöglichkeiten entweder zu erweitern oder zu verringern.“

Damit können konstruktivistisch die Grenzen und Möglichkeiten individueller und gesellschaftlicher Verantwortung neu diskutiert werden. Auch wenn Wirklichkeitssichten individuelle Konstruktionen sind, so müssen dennoch auch deren relationale Konstruktionsbedingungen berücksichtigt werden. Zur Entscheidung über die Verantwortung von Adressaten und Fachkräften der Sozialen Arbeit sind die relationalen Theorien zur Lebenswelt-Lebenslage-Relationierung, zur instruktiven und destruktiven Macht oder zu einem relationalen Systemverständnis hilfreiche Grundlagen.
Ernst Engelke, Stefan Borrmann und Christian Spatscheck zeichnen in der aktuellen 7. Auflage ihres Übersichtwerkes „Theorien der Sozialen Arbeit“ die Entwicklung seit den radikal-konstruktistischen Anfängen in den 1990er Jahren hin zur Entwicklung des Relationalen Konstruktivismus und einer darauf aufbauenden Relationalen Sozialen Arbeit nach und betonen:

„Zu den Besonderheiten des Ansatzes gehört von Anfang an die Verbindung erkenntnis- und sozialtheoretischer Perspektiven.“

„Kraus legt mit seiner Theorie eine Theorie der Sozialen Arbeit vor, die mit den aktuellsten Ergänzungen erkenntnistheoretische Grundannahmen, sozialtheoretische Reflexionswerkzeuge und methodische Implikationen für die Soziale Arbeit verbindet.“